# Cymothoe nebetheo
Cymothoe nebetheo är en fjärilsart som beskrevs av Suffert 1904. Cymothoe nebetheo ingår i släktet Cymothoe och familjen praktfjärilar. Inga underarter finns listade i Catalogue of Life.